# ダーク・トランキュリティ
ダーク・トランキュリティ（DARK TRANQUILLITY）は、スウェーデン出身のメロディックデスメタルバンド。
メロディックデスメタル黎明期に結成され、同郷のイン・フレイムス、アット・ザ・ゲイツらと共にその音楽スタイルを確立させたバンドの1つ。日本におけるバンド名のカタカナ表記では"トランキュリティ"とされていることが多いが、発音記号では、/træŋkwíliti/と表記され、カタカナでは"トゥランクウィリティ"が近い。

## 略歴
1989年、ミカエル・スタンネ(G)を中心に、アンダース・フリーデン(Vo)、ニクラス・スンディン(G)、マーティン・ヘンリクソン(B)、アンダース・ジヴァープ(Ds)らによって結成。結成当初は、セプティック・ブロイラー (Septic Broiler)というバンド名で活動を開始する。1990年、初のデモテープ『Enfeebled Earth』を製作。その後間もなくバンド名をダーク・トランキュリティ (Dark Tranquillity)と改める。1991年、デモテープ『Trail Of Life Decayed』を製作。1992年には『A Moonclad Reflection』、『Trail Of Life Decayed』という2枚の7インチEPをリリース。これがスパインファーム・レコードの目に留まり、レコード契約獲得に至る。
2000年、5thアルバム『Haven』リリース。前作リリース後、これからはクリーンボイスを主体とした、新たな方向へ進んでいくと思われたバンドだったが、2000年に届けられた本作では、前作で聴かれた変化を残しつつも、ほぼ全篇に渡りデスボイスを使用した内容であった。2005年、7thアルバム『Character』リリース。前作の延長線上の音楽性でありながらも、よりアグレッシブに、よりテクニカルとなった内容は、各プレスから“過去最高作”との評価を得た。2007年5月、8thアルバム『Fiction』リリース。バラエティに富んだ楽曲を含む本作は、再び各プレスより“過去最高作”との評価を得た。また、クリーンボイスの導入や女性シンガーとのデュエットなども久しぶりに聴かれた。なお、ゲスト女性シンガーとしてシアター・オヴ・トラジディーのネル・シグランドが参加している。
マーティン・ヘンリクソンの脱退後から数人のサポートメンバーがライヴに参加していたが、ニクラスがライブに参加しなくなってからは、ヨハン・レインホルツ (Lead G、ノンイグジスト、アンドロメダ)とクリストファー・アモット (Rhythm G、元アーチ・エネミー等)がツアーサポートメンバーを経たのち、正式加入した。その後、2020年11月に4年振りとなる12thアルバム『Moment』をリリースした。
2021年8月、オリジナルメンバーであるアンダース・ジヴァープとアンダース・イワースの2名の脱退が発表された。脱退の原因は、2019年より続く新型コロナウイルス感染症の世界的流行により、バンド活動が滞っている中で、個々人が自身の人生について熟考する時間を得られたことで、ジヴァープとイワースは最終的にバンド活動から離れることを決めたという。2名の後任は決まっておらず、セッションメンバーとして、ヨアキム・ストランドベリ＝ニルソン (Ds)とクリスティアン・ヤンソン (B)が参加することも併せて発表された。これにより、バンドに残るオリジナルメンバーは、ボーカリストのミカエル・スタンネのみとなった。その後、正式加入の発表はなかったものの、バンドのホームページ上では、2022年のバンドラインナップとして、ヤンソンとストランドベリ＝ニルソンが正式メンバーとしてクレジットされるようになった。
2023年7月下旬、クリストファー・アモットの脱退が発表された。脱退の理由は、自身の音楽活動に注力するため。脱退発表時点では正式な後任は発表されず、アルマゲドンでアモットと関わりのあるジョーイ・コンセプション (G)がライブセッションとして参加することが発表された。

### 来日
- 1999年　前座はソイルワークだった。日本滞在時に受けたインタビューの際、ミカエルが喉の不調のために、今後デスボイスは一切使用せず、クリーンボイスのみ使用することを宣言したため、国内でのバンドの人気は低迷期に入っていくかのように思われた[独自研究?]。
- 2001年　チルドレン・オブ・ボドムとのカップリング
- 2004年5月　ほぼ完成していた新作より新曲「One Thought」を披露した。メインアクトはソイルワークであり、バンドはスペシャル・ゲストという扱いであった。
- 2006年9月　初の単独来日。製作中の新作より新曲「Terminus (Where Death is Most Alive)」が披露された。
- 2008年1月　ザ・ホーンテッドとのダブルヘッドライナー。この公演に合わせて、国内では長らく廃盤となっていた1st〜5thアルバムが廉価盤にて再発された。
- 2012年3月　単独公演。
- 2014年3月
- 2015年10月　LOUD PARK

## 備考
- 『The Gallery』や『The Mind's I』発表当時、ミカエルの歌声は「世界一美しいデスヴォイス」と賞賛されていたが、喉を痛めて思うように歌えなくなってしまった。『The Gallery』の代表曲「Punish My Heaven」のような疾走感に酷薄なデスヴォイスが絡まる曲は『Projector』では見られず、デスボイスとクリーンボイスの併用や、キーボードやピアノによるアレンジの導入、ミドルテンポで耽美的な方向へと変化させた。これに伴う来日公演でも選曲が不評で、バンドとして低迷期に入っていくかと思わせた[注釈 3]。
- しかし『Haven』でミカエルは初期とは発声を変えることでデスヴォイスを復活させることに成功。Voの重みと迫力あるトーンとGのキャッチャーなリフが光る曲が名を連ねた。
- 続く『Damage Done』では、『Haven』より更に市場を意識したかのようで、アップテンポかつストレートなGが目立ち、また1曲1曲の長さが3-4分の短い曲が多くなり、全曲通してパワフルさとスピード感ある編成となった。
- 『Character』は、『Damage Done』の色を継ぎつつもKeyの耽美的旋律を組み入れ、4分超の曲も増え、初期のメランコリックな曲調と突き刺さるデスヴォイスという"ダーク・トランキュリティ的"手法をより一層昇華させ、「完全復活」を強く印象付けた。

イン・フレイムスとは親交があり、初期のイン・フレイムスのアルバムに、ダーク・トランキュリティのメンバーがサポートメンバーとしてレコーディングに参加していることからも、彼らの親交の深さが窺える。ちなみに、ハンマーフォールというバンドも元々は、親交のある彼らによって、コンテストなどに出演する際の「お遊びバンド」として結成されたものである。

## メンバー

### 現ラインナップ
- ミカエル・スタンネ (Mikael Stanne) - ボーカル (1994 - )・ギター (1989-1994)
1974年5月20日生まれ。ダーク・トランキュリティでヴォーカルを担当する以前に、イン・フレイムスの1stアルバム「Lunar Strain」でヴォーカルを執っている。これは、当時正式なヴォーカリストが不在であったイン・フレイムスに、サポートメンバーとして協力したもの。ハンマーフォールを立ち上げたメンバーの1人でもある。バンドでは大半の曲の詞を担当。また、イン・フレイムスの自身参加楽曲でも詞を書いている。
- ヨハン・レインホルツ (Johan Reinholdz) - ギター (2020 - )
2017年よりライヴサポートとして参加しており、2020年に正式メンバーとして加入した。
アンドロメダ、スカイファイヤー、ノンイグジストなどでも活動。
- マーティン・ブランドストローム (Martin Brändström) - キーボード (1998 - )
元々はヘヴィメタル系のバンドではなく、デペッシュ・モードなどのバンドに傾倒していたため、プログラミングや雰囲気作りなどといった面に造詣が深い。2002年にはティアマットのツアーにサポートメンバーとして参加した。長年来の友人関係。
- クリスティアン・ヤンソン (Christian Jansson) - ベース (2022 - )
アンダース・イワース脱退後から、セッション参加。のちに正式メンバーとなった。ボーカリストのミカエル・スタンネとは、グランド・カダヴァーでバンドメイトでもある。
- ヨアキム・ストランドベリ＝ニルソン (Joakim Strandberg-Nilsson) - ドラムス (2022 - )
アンダース・ジヴァープ脱退後から、セッション参加。のちに正式メンバーとなった。ノンイグジストなどでも活動。

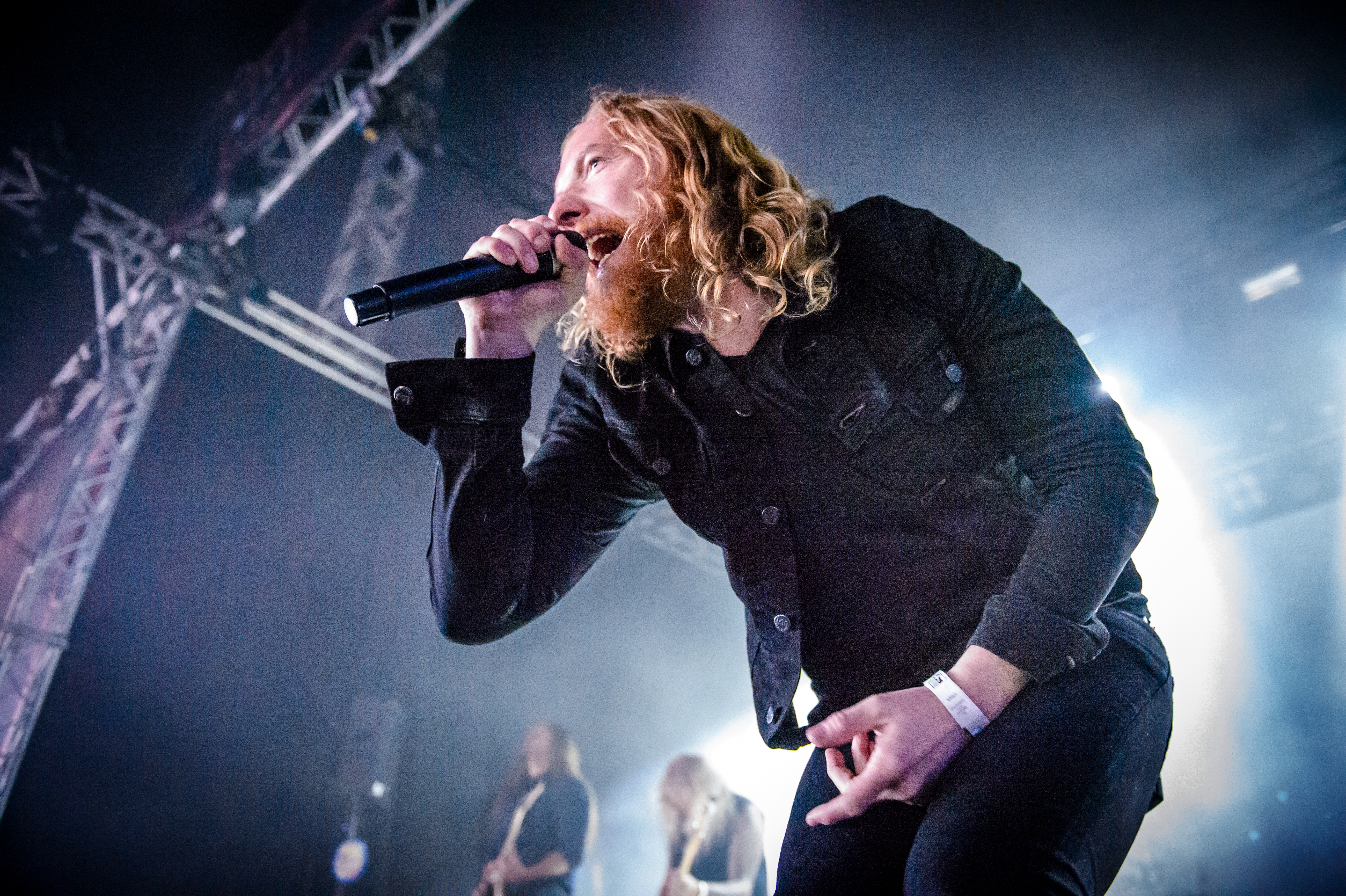
ミカエル・スタンネ(Vo) 2017年
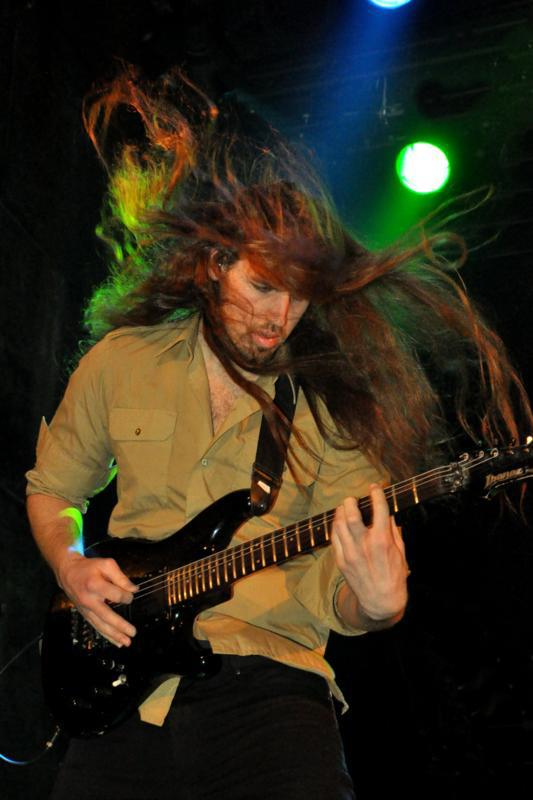
ヨハン・レインホルツ(G) 2016年
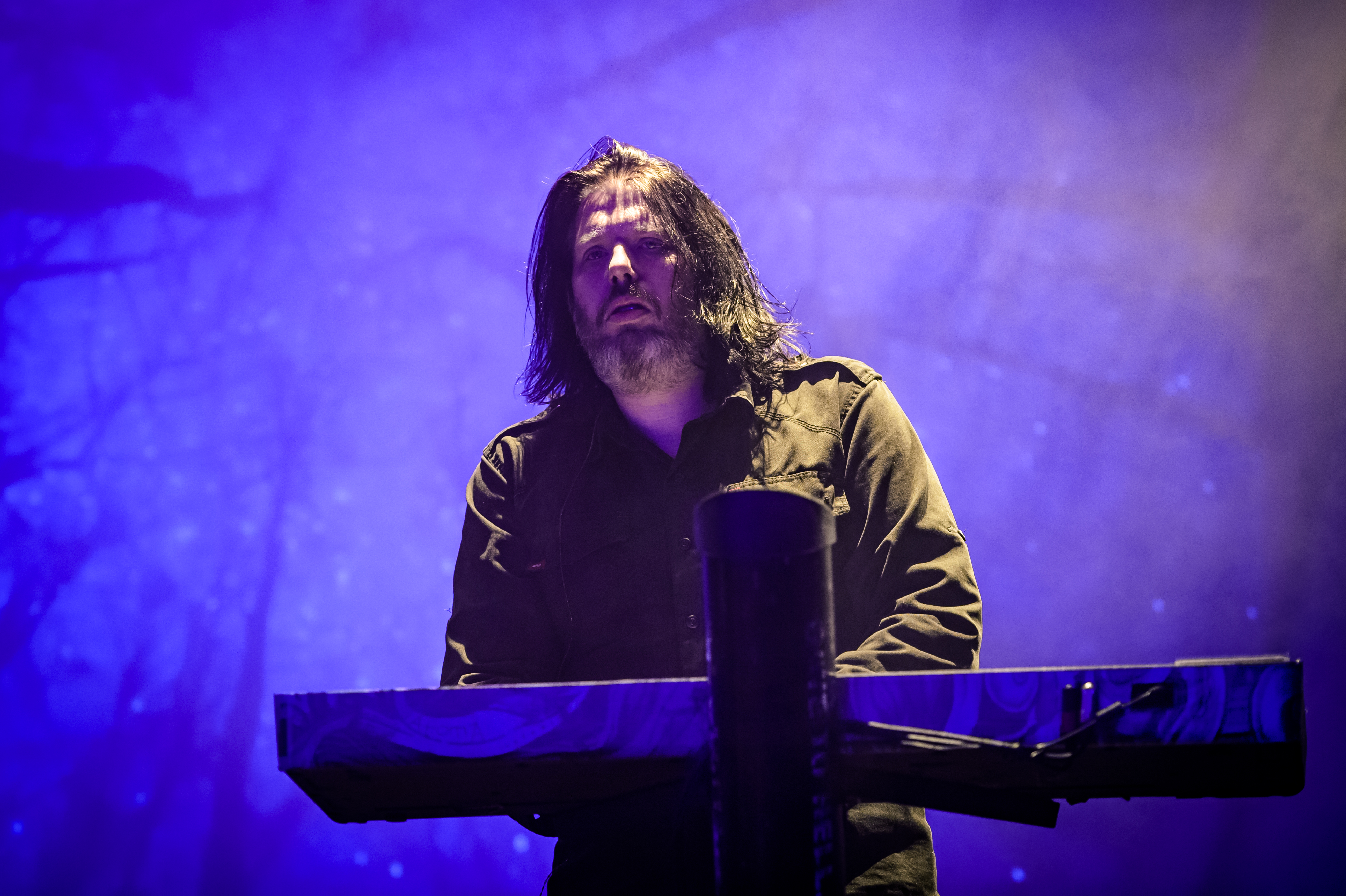
マーティン・ブランドストローム(Key) 2017年

### 旧メンバー
- アンダース・フリーデン (Anders Fridén) - ボーカル (1989 - 1993)
元セレモニアル・オース。現在はイン・フレイムス、パッセンジャーで活動中。音楽的な意見の相違を理由に脱退。アンダースとメンバーの間にはわだかまりなどは無く、現在も友好な関係が続いている。
- フレドリック・ヨハンソン (Fredrik Johansson) - ギター (1993 - 1999)
4thアルバムレコーディング後、家族との時間を大切にするため脱退[8]。2019年頃より癌に侵され、約3年間の闘病生活の末、2022年1月25日に逝去した[8]。
- マーティン・ヘンリクソン (Martin Henriksson) - ギター (1999 - 2016)・ベース (1989 - 1999, 2013 - 2016)
1974年10月30日生まれ。バンドのメインソングライターの一人で、作曲の際、メンバーのアイディアをまとめる役割も担っていた。2016年3月末、脱退が発表された[9]。理由は、音楽を演奏することへの情熱を失ってしまったから[9]。
- ニクラス・スンディン (Niklas Sundin) - ギター (1989 - 2020)
1974年8月13日生まれ。ミカエルと同じく、ハンマーフォールを立ち上げたメンバーの1人でもある。また、CGデザインアーティストという側面も持っており、キャビン・フィーバー・スタジオを立ち上げている。ダーク・トランキュリティでは4thアルバム『Projector』より、バンドのアルバムジャケット及びアートワークを手がけている。他にも、イン・フレイムスやアーチ・エネミーなどのバンドから若手バンドのアルバムジャケットまで幅広く手がけている。2020年3月下旬、脱退が発表された[10]。2016年から家族との生活のためにライヴ活動に参加しておらず、『Atoma』リリース後のツアーが終了し、新アルバムのレコーディングを開始するタイミングでの脱退発表となった[10]。脱退はするもののバンドとの関係性は良いようで、次のアルバムがディスクジャケットもスンディンが手掛けるとのこと[10]。
- クリストファー・"クリス"・アモット (Christopher "Chris" Amott) - ギター (2020 - 2023)
2017年よりライヴサポートとして参加しており、2020年に正式メンバーとして加入した。
アーチ・エネミー、アルマゲドン、ゴースト・シップ・オクタヴィアスなどで活動。
- マイケル・ニクラソン (Michael Niklasson) - ベース (1998 - 2008)
ダーク・トランキュリティに加入する以前からの友人関係。ダーク・トランキュリティ加入後も、ギタリストとして在籍していたルシフェリオンにてアルバムを1枚発表しているが、現在ルシフェリオンは実質的な解散状態にある。
- ダニエル・アントンソン (Daniel Antonsson) - ベース (2008 - 2013)
他バンドでは、ギタリストとして活動しており、ソイルワークに在籍していた時期もある。現在は、ディメンション・ゼロにも在籍している。
- アンダース・イワース (Anders Iwers) - ベース (2016 - 2021)
セレモニアル・オース、ティアマット、イン・フレイムスなどで活動。実弟にイン・フレイムスのベーシスト、ピーター・イワースがいる。サポートベーシストを経て加入[11]。
- アンダース・ジヴァープ (Anders Jivarp) - ドラムス (1989 - 2021)
ドラムの他、ピアノも演奏し、作曲の際には主にピアノを用いている。また、イン・フレイムスのミニアルバム「Subterranean」にサポートメンバーとして参加した。

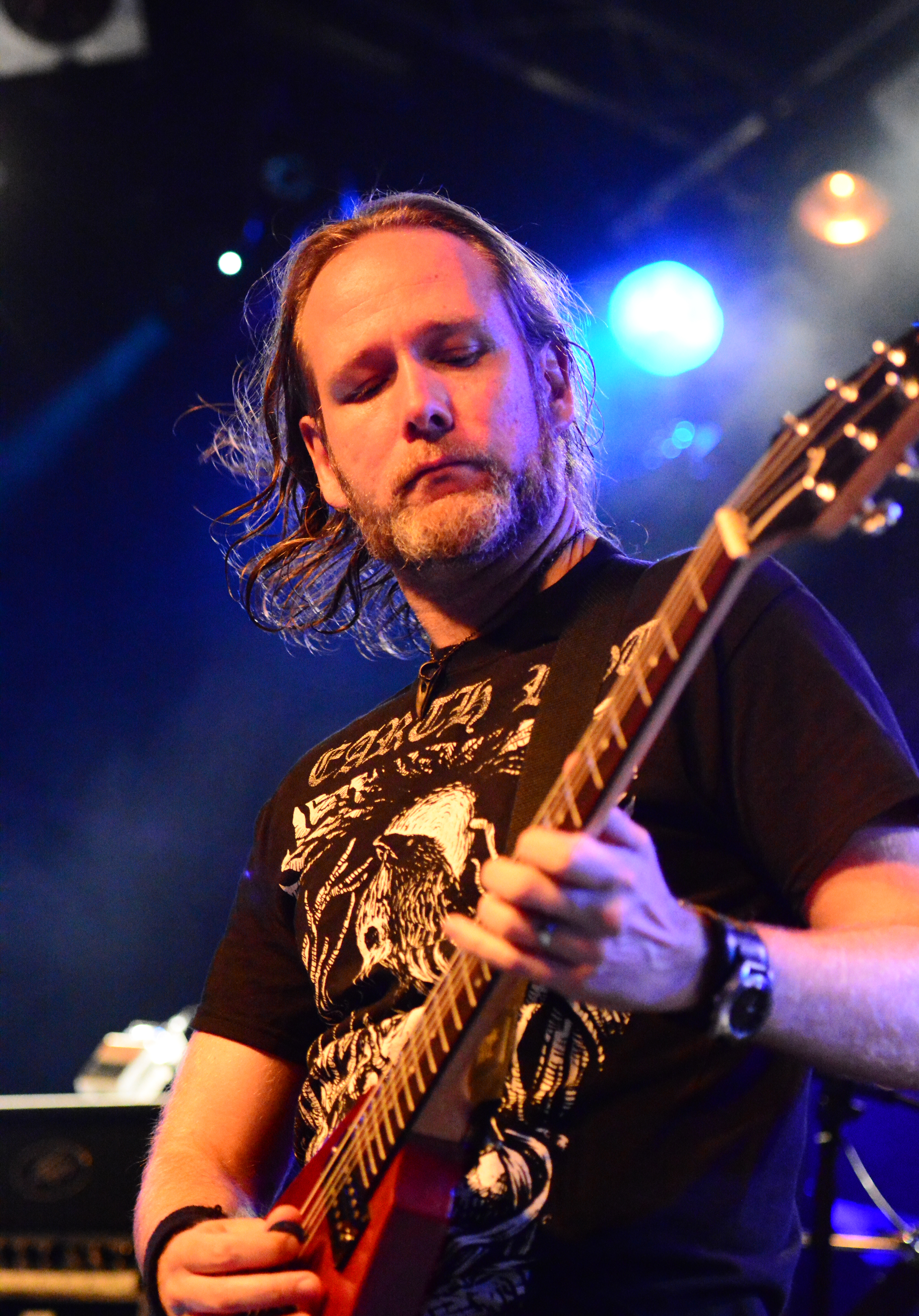
ニクラス・スンディン(G) 2014年
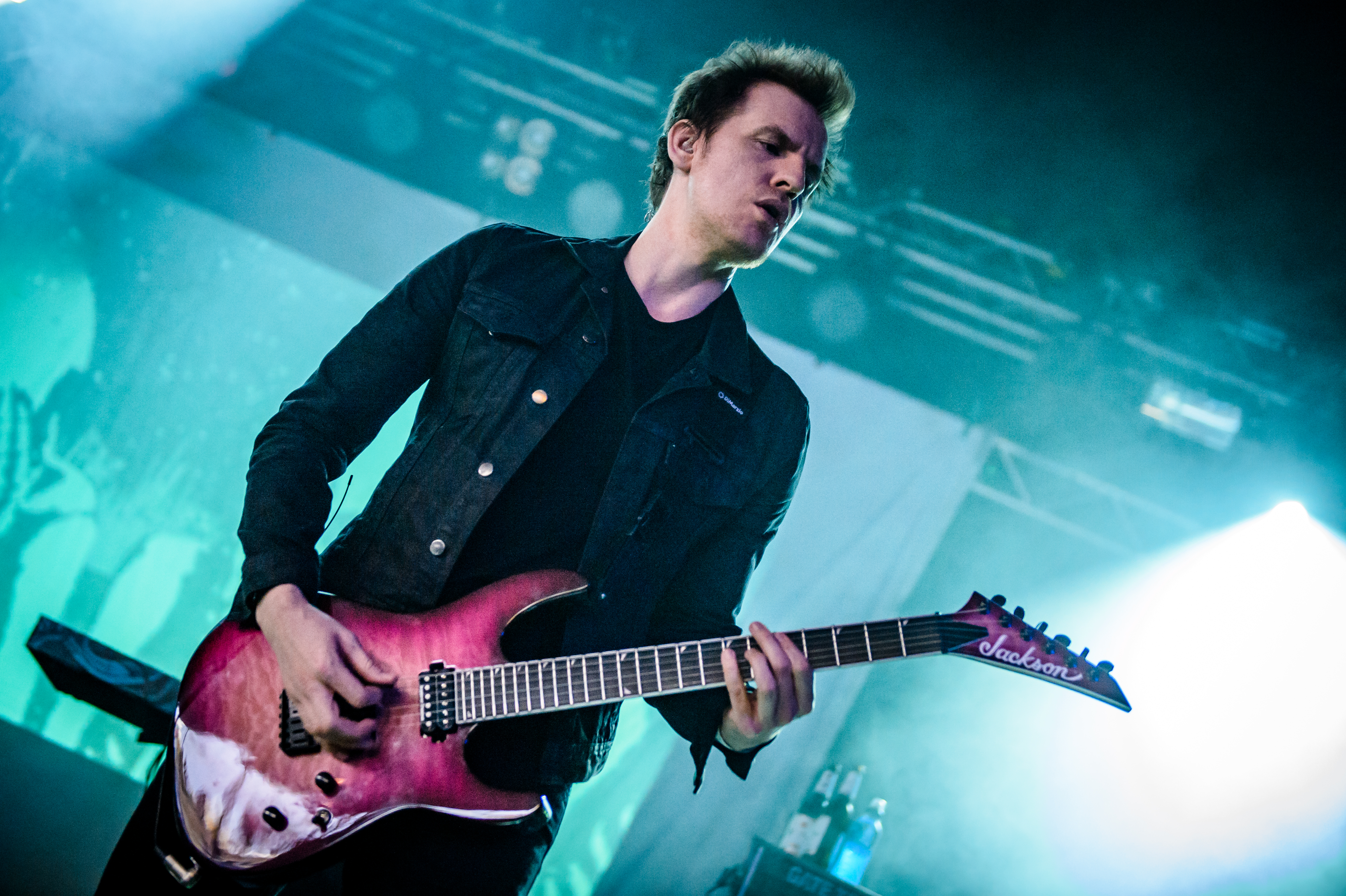
クリス・アモット(G) 2017年
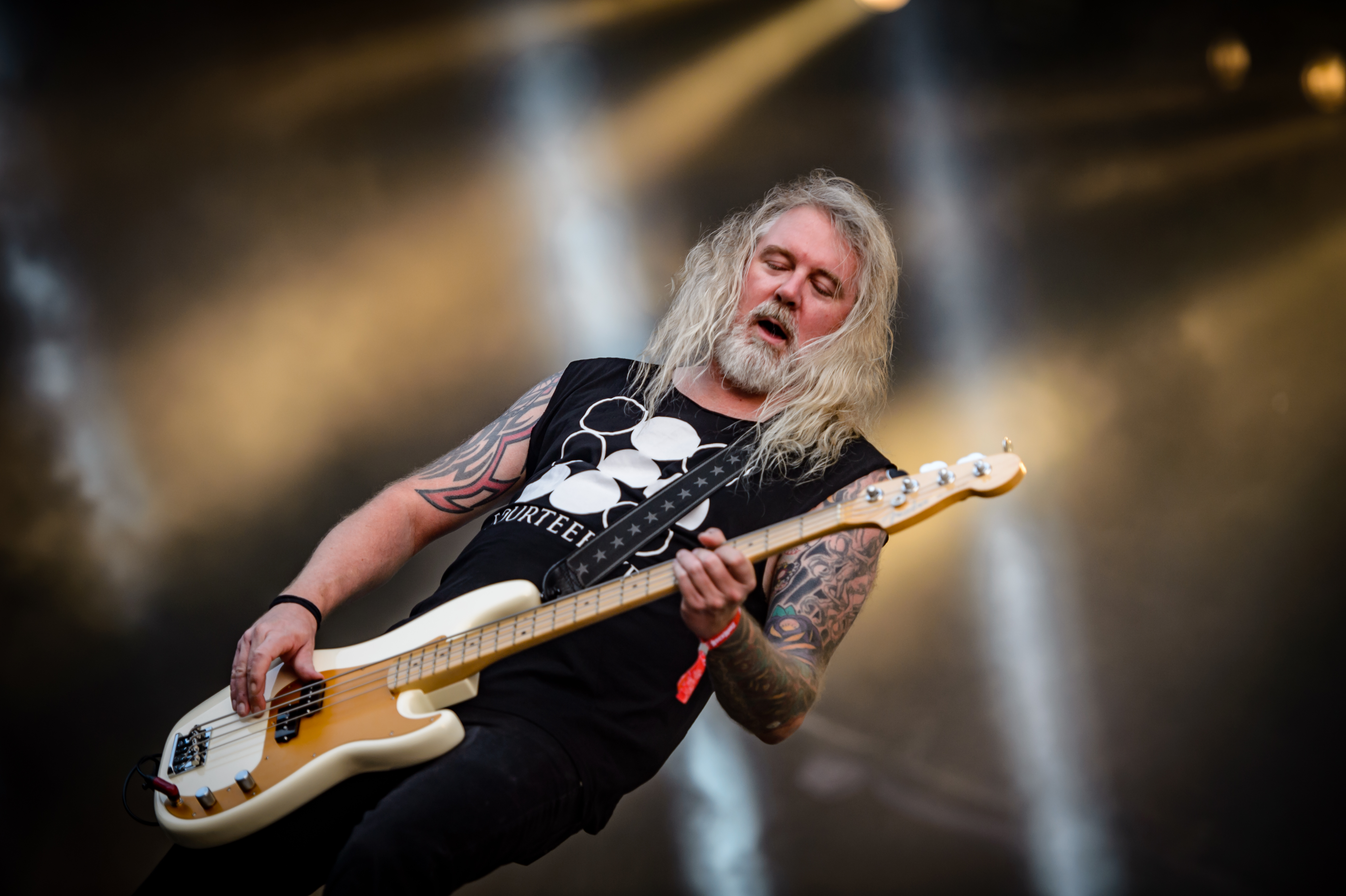
アンダース・イワース(B) 2017年
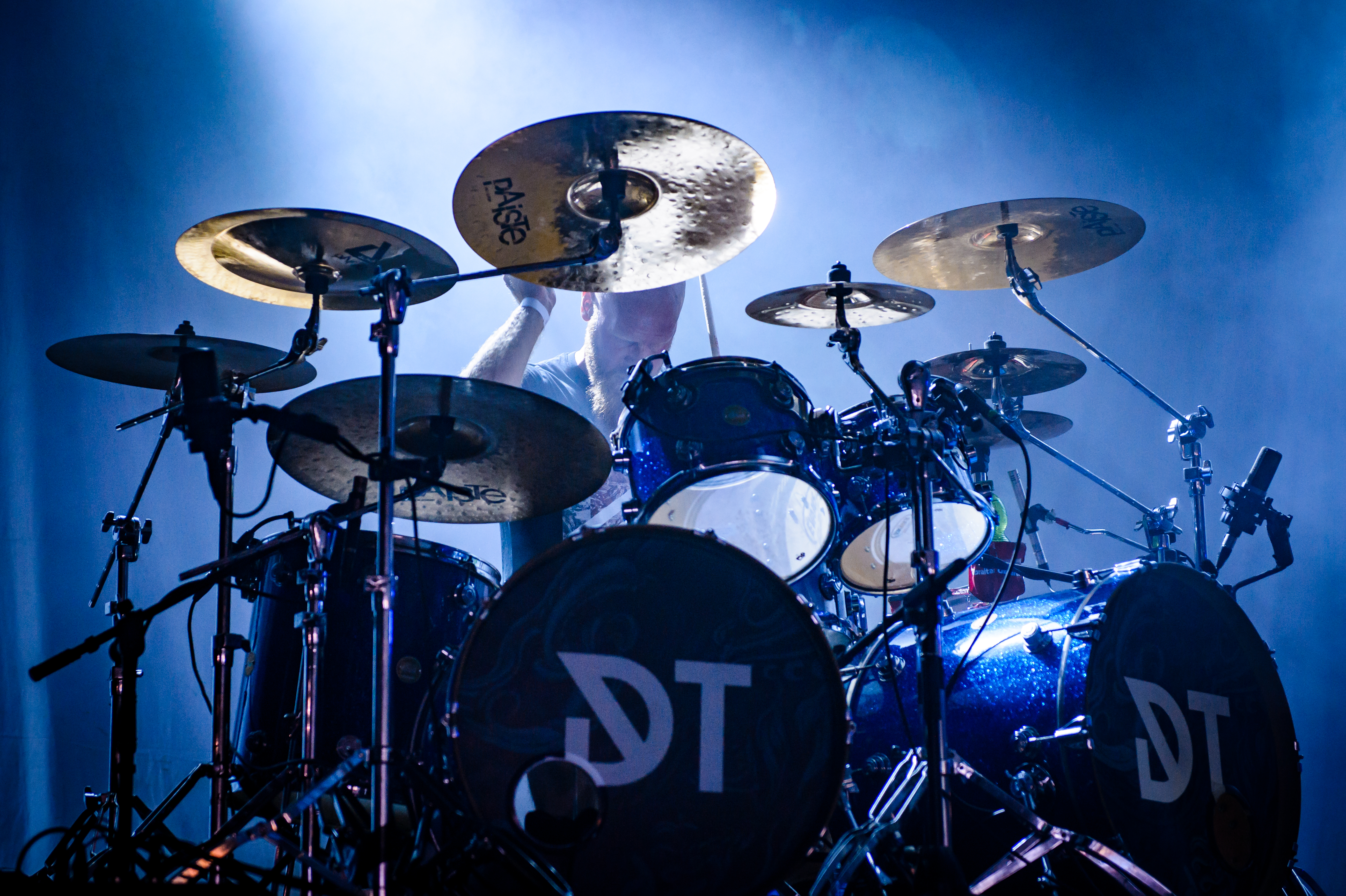
アンダース・ジヴァープ(Ds) 2017年

## ディスコグラフィー

### アルバム
- 1993年 スカイダンサー - Skydancer - スパインファーム・レコードよりデビュー
- 1995年 ザ・ギャラリー - The Gallery - オスモス・プロダクションに移籍してリリース
- 1995年12月 スカイダンサー日本国内盤 - トイズファクトリーから日本デビュー。ボーナストラックとして、EP『Of Chaos and Eternal Night』の楽曲が収録された。
- 1997年 ザ・マインズ・アイ - The Mind's I
- 1999年 プロジェクター - Projector - レコーディングの最中、それまでの音楽性からはかけ離れたものが完成する、と感じたバンドがより効果的なプロモーションが必要と考え、センチュリー・メディア・レコードに移籍の上リリース
- 2000年 ヘイヴン - Haven
- 2002年 ダメージ・ダン - Damage Done
- 2004年 Exposures - In Retrospect and Denial - 国内未発売。2枚組仕様。ディスク1には未発表曲（日本盤ボーナストラック）とリマスター処理を施した初期のデモ音源を収録。ディスク2には『Live Damage』の模様を収録。
- 2005年 キャラクター - Character
- 2007年 フィクション - Fiction
- 2010年 ウィ・アー・ザ・ヴォイド - We Are the Void - 日本での配給をトゥルーパー・エンタテインメントが担うようになった。
- 2013年 コンストラクト - Construct
- 2016年 アトマ - Atoma
- 2020年 モーメント - Moment
- 2024年 エンドタイムシグナル - Endtime Signals

### シングル
- 1995年 Of Chaos And Eternal Night・・・本作以降、スタジオ・フレッドマンにてレコーディング
- 1996年 Enter Suicidal Angels
- 2004年 Lost to Apathy
- 2007年 Focus Shift

### ベストアルバム
- 2009年 Manifesto of Dark Tranquillity

### コンピレーション
- 1994年 V.A. / Metal Militia - A Tribute To Metallica
- 1995年 V.A. / W.A.R. Compilation Vol.1
- 2002年 V.A. / A Tribute Of The Beast
- 2009年 イエスターワールズ - Yersterworlds

### ビデオ
- 2003年 Live Damage